# Imenje (gmina Moravče)
Imenje – wieś w Słowenii, w gminie Moravče. W 2018 roku liczyła 113 mieszkańców.